# Белевка (река)
Белевка — река в России, протекает по Киреевскому району Тульской области. Правый приток Упёрты.

## География
Река Белевка берёт начало северо-восточнее деревни Мостовая. Течёт на юг по открытой местности. Устье реки находится в 28 км от устья Упёрты по правому берегу. Длина реки составляет 10 км.

## Данные водного реестра
По данным государственного водного реестра России относится к Окскому бассейновому округу, водохозяйственный участок реки — Упа от истока и до устья, речной подбассейн реки — Бассейны притоков Оки до впадения Мокши. Речной бассейн реки — Ока.
Код объекта в государственном водном реестре — 09010100312110000018901.